# Keilstrichformel
Die Keilstrichformel (englisch Natta Projection nach Giulio Natta) gehört zu den chemischen Strukturformeln. Sie verdeutlicht die räumliche Anordnung der Molekülbestandteile (der Substituenten). Diese Kommunikation und Kenntnis der räumlichen Anordnung ist besonders bei chiralen Arzneistoffen von erheblicher praktischer Bedeutung, da die Stereoisomere in der Regel unterschiedliche pharmakologische Wirkungen im Körper entfalten.
|                    | Strukturformeln      | Strukturformeln    | Strukturformeln | Strukturformeln       | andere Darstellungsweisen    | andere Darstellungsweisen | andere Darstellungsweisen |
| Elektronen- formel | Valenzstrich- formel | Keilstrich- formel | Skelett- formel | Konstitutions- formel | Summen- formel               | Verhältnis- formel        |                           |
| ------------------ | -------------------- | ------------------ | --------------- | --------------------- | ---------------------------- | ------------------------- | ------------------------- |
| Methan             |                      |                    |                 | existiert nicht       | CH4                          | CH4                       | CH4                       |
| Propan             |                      |                    |                 |                       | CH3–CH2–CH3 oder CH3 CH2 CH3 | C3H8                      | C3H8                      |
| Essigsäure         |                      |                    |                 |                       | CH3–COOH oder CH3 COOH       | C2H4O2                    | CH2O                      |
| Wasser             |                      |                    |                 | existiert nicht       | H–O–H oder H O H             | H2O                       | H2O                       |

Beispiel (2S,3S)-Butandiol: Zwei verschiedene Präsentationen der Keilstrichformel.

Hilfreich ist die Verwendung der Keilstrichformel, auch Keilstrich-Schreibweise, vor allem zur Verdeutlichung der Stereochemie eines Moleküls, da so die absolute Konfiguration auch in der zweidimensionalen Zeichenebene erkannt werden kann.
- Ein gefüllter Keil gibt dabei an, dass der Rest (bzw. der Substituent oder das Atom) aus der Zeichenebene herausragt;
- ein gestrichelter Keil oder eine gestrichelte Linie besagt, dass sich der Substituent hinter der Zeichenebene befindet.[4]
- Bindungen, die in der Zeichenebene liegen, werden als einfache Linien gezeichnet.

Beim Methan (Bindungswinkel H–C–H : 109° 28') liegen beispielsweise:
- zwei Kohlenstoff-Wasserstoff-Bindungen in der Zeichnungsebene (einfacher Strich),
- eine Kohlenstoff-Wasserstoff-Bindung ragt aus der Zeichenebene heraus (keilförmig fett gezeichnete Bindung) und
- eine Kohlenstoff-Wasserstoff-Bindung befindet sich hinter der Zeichenebene (gestrichelt gezeichnete Bindung).

Die Keilstrich-Präsentation wird selten separat, sondern meist kombiniert mit einer Skelettformel verwendet.